# Воррен (Коннектикут)
Воррен (англ. Warren) — місто (англ. town) в США, в окрузі Лічфілд штату Коннектикут. Населення — 1351 особа (2020).

## Демографія
Згідно з переписом 2010 року, у місті мешкала 1461 особа в 601 домогосподарстві у складі 442 родин. Було 811 помешкання
Расовий склад населення:
| - 97,1 % — білих - 1,4 % — азіатів - 0,5 % — чорних або афроамериканців - 0,1 % — корінних американців |

До двох чи більше рас належало 0,4 %. Частка іспаномовних становила 2,1 % від усіх жителів.
За віковим діапазоном населення розподілялося таким чином: 21,5 % — особи молодші 18 років, 59,7 % — особи у віці 18—64 років, 18,8 % — особи у віці 65 років та старші. Медіана віку мешканця становила 46,9 року. На 100 осіб жіночої статі у місті припадало 104,6 чоловіків;  на 100 жінок у віці від 18 років та старших — 100,5 чоловіків також старших 18 років.
Середній дохід на одне домашнє господарство  становив 134 862 долари США (медіана — 98 750), а середній дохід на одну сім'ю — 141 529 доларів (медіана — 112 917). Медіана доходів становила 81 591 долар для чоловіків та 50 956 доларів для жінок. За межею бідності перебувало 5,6 % осіб, у тому числі 3,0 % дітей у віці до 18 років та 4,8 % осіб у віці 65 років та старших.
Цивільне працевлаштоване населення становило 782 особи. Основні галузі зайнятості: освіта, охорона здоров'я та соціальна допомога — 24,7 %, науковці, спеціалісти, менеджери — 14,7 %, роздрібна торгівля — 13,9 %.